# Mikes Kelemen (honvédtiszt)
Gróf Mikes Kelemen (Szék, 1820. december 3. – Nagyszeben, 1849. január 21.) honvédtiszt, lovássági főparancsnok.

## Családja pályakezdése
A gróf zabolai Mikes család sarja. Apja gróf zabolai Mikes István (1789-1836), anyja báró lengyelfalvi Orbán Klára (1790-1872) volt. Tanulmányait a kolozsvári királyi líceumban, majd a bécsújhelyi Theresianum Katonai Akadémián végezte. 1837-ben belépett a császári hadsereg 4. (Sándor) huszárezredébe, de négy év múlva hadnagyi rangjának megtartásával kilépett. 1844. január 18-án feleségül vette gróf Mikó Rozáliát, gróf Mikó Miklós leányát.

## Szerepe az 1848–49-es szabadságharcban
1848. április 3-án részt vett Kolozs vármegye közgyűlésén, amely Magyarország és Erdély uniója mellett foglalt állást. 1848 július végén Kolozsváron egy önkéntes lovascsapat szervezésébe kezdett, és augusztus 23-tól főszázadosi rangban e lovascsapat első századának parancsnoka lett. Szeptemberben gróf Bethlen Gergellyel A Kossuth-huszárság szervezői felszólítása címmel felhívást tett közzé, amelyben felszólítja azon polgártársait, „kik lovakat tenyésztenek, kiknek lovuk van és a lovaglás mesterségében bármennyire is jártasok” jelentkezzenek egy „Kolozsvártt összegyülendő lovas sereg felállítására”, mert „magyarhon minden polgárai” kötelessége, hogy „annak védelmére és fenntartására, saját érdeköket félretéve tettlegesen és elszántsággal fellépjenek” E felhívásnak is köszönhetően a Kossuth-huszároknak, vagy Kossuth-lovagoknak nevezett csapat egy osztályra (két századra) bővült. Mikes Kelement ekkor őrnaggyá és osztályparancsnokká léptették elő. A szervezés során ellentétbe került Berzenczey László kormánybiztossal, akit augusztus 18-án bízott meg Kossuth Lajos egy Székelyföldön toborzott önkéntes lovascsapat felállításával. Berzenczey a Kolozsváron szervezett lovascsapatokat is saját parancsnoksága alá szerette volna helyeztetni, amit Mikes Kelemen és Bethlen Gergely is elutasított. 1848 októberében megkezdődött a Berzenczey László és Mikes Kelemen által felállított önkéntes lovascsapatok reguláris huszárezreddé való átszervezése, és november 1-jén Mikes Kelemen ezredesi rangban ennek az alakulatnak lett a parancsnoka. Az így létrejött 15. huszárezredet a szabadságharc huszárezredeinek történetében egyedülálló módon öt osztályosra, azaz tíz századból állóra tervezték, 1848 decemberében, Bem vezérőrnagy erdélyi hadjáratának kezdetekor azonban ebből még csak három század volt felszerelve. A Mátyás-huszárok már december 20-án, a hadjárat első jelentősebb ütközetében, a zsibói ütközetben kitüntették magukat. Az ezred a január elején csatlakozott negyedik századdal együtt két osztályra bővülve harcolta végig a hadjáratot. Mikes Kelemen dandárparancsnokként sikeresen harcolt az észak-erdélyi hadjáratban, és Bem az erdélyi hadsereg lovassági parancsnokává léptette elő. A Beszterce-vidék visszafoglalásakor elnöke lett annak a bizottmánynak, melynek feladata volt a magyar kormány elleni lázadásban részt vettek megbüntetése. A bizottmány ki is végeztetett egy Berthleff nevű szász tanítót, aki folyamodványokat írt Karl von Urban ezredeshez.
Nagyszeben első – sikertelen – ostrománál, ágyúgolyótól eltalálva esett el.

## Emlékezete
Az Országos Honvédelmi Bizottmány 1849. február 16-án közleményt adott ki Mikes Kelemen és Térey Károly hősi haláláról, amely a Közlöny aznapi számában jelent meg. Ebben közlik Bem vezérőrnagy Mikes Kelemen özvegyéhez írt levelét is, amely többek között a következő sorokat is tartalmazza: „Benne szemléltem azon férfiut, kire Erdély ügyeinek vezérletét bíztam volna, ha kötelességem másfelé szólít vala, s épen azon ponton valék, hogy tábornokká leendő kineveztetését kérjem.”
Holttestét Zabolán a Mikes család sírboltjában helyezték örök nyugalomra. A kriptát 1944 őszén a falubeliek feldúlták. Mikes Kelemen emlékét ma a zabolai Mikes-kastély parkjában egy 1989 után felállított kopjafa őrzi.